# Aparat gnykowy
Aparat gnykowy – kostny i chrzęstny Y-kształtny szkielet wspierający język u ptaków. Jest zbudowany z bezpośrednio podtrzymującego język paraglossum, basihyale i urohyale oraz rogów skrzelowych składających się z ceratobranchiale i epibranchiale, a u niektórych ptaków również pharyngobranchiale. Paraglossum znajduje się w przedniej części gardła, z której rogi skrzelowe rosną ku tyłowi, stanowiąc miejsce przyczepu mięśni protrakcji żuchwy. U ptaków mających długie języki i potrafiących daleko je wysuwać, takich jak dzięciołowate, rogi skrzelowe są znacznie bardziej wydłużone – otaczają czaszkę od tyłu, zachodzą na sklepienie czaszki, a u niektórych docierają do okolic oczodołu lub jamy nosowej. Początkowo rogi dochodzą tylko do wysokości uszu, do dalszego wydłużenia struktur dochodzi w trakcie rozwoju ptaka. Ogólną budową aparat gnykowy dzięciołów nie różni się jednak od aparatu gnykowego występującego u ptaków mających krótsze języki.